# Naczelnictwo Związku Harcerstwa Polskiego
Naczelnictwo Związku Harcerstwa Polskiego – najwyższa władza Związku Harcerstwa Polskiego w latach 1919–1950.

## Skład
Według Statutu ZHP z 1936 Naczelnictwo było wybierane spośród Naczelnej Rady Harcerskiej.
Naczelnictwo łączyło trzy częściowo samodzielne organizacje:
- Organizację Harcerzy ZHP (z Naczelnikiem Harcerzy i Główną Kwaterą Harcerzy),
- Organizację Harcerek ZHP (z Naczelniczką Harcerek i Główną Kwaterą Harcerek),
- Organizację Przyjaciół Harcerstwa.

Na czele Naczelnictwa ZHP stał Przewodniczący ZHP. W skład Naczelnictwa wchodzili także Wiceprzewodniczący ZHP, Naczelnik Harcerzy, Naczelniczka Harcerek, sekretarz generalny, skarbnik, kierownik Działu Zarządów Okręgów (Organizacji Przyjaciół Harcerstwa) i członkowie Naczelnictwa. Z urzędu wchodzili do niego także przedstawiciele ministerstwa wyznań religijnych i oświecenia publicznego.

## Kompetencje
Naczelnictwo kierowało pracą związku, czuwało nad przestrzeganiem statutu ZHP i regulaminów, realizowaniem uchwał zjazdów walnych. Wydawało zarządzenia i regulaminy odnoszące się do całego związku. Nadzorowało gospodarkę finansową, przedstawiało sprawozdania Naczelnej Radzie Harcerskiej i zjazdom.
Naczelnik Harcerzy i Naczelniczka Harcerek byli odpowiedzialni przed Naczelnictwem i Przewodniczącym ZHP.

## Historia
Naczelnictwo jako władza występowało już w organizacjach skautowych. Po raz pierwszy Naczelnictwo ZHP zostało wybrane w 1919.
W 1939 Naczelnictwo ZHP było władzą konspiracyjnego harcerstwa, któremu podporządkowano:
- Szare Szeregi – harcerstwo męskie
- Organizację Harcerek (Pogotowie Harcerek).

W PRL Naczelnictwo powołano ponownie w 1945 na pierwszym posiedzeniu Tymczasowej Naczelnej Rady Harcerskiej. W 1948 wraz z głównymi kwaterami harcerek i harcerzy połączono je w jedną władzę, kierującą całym związkiem. 
Po rozwiązaniu ZHP i utworzeniu Organizacji Harcerskiej Związku Młodzieży Polskiej część zadań Naczelnictwa przejął Wydział Harcerski (później Szkolno-Harcerski) Zarządu Głównego ZMP.
Po reaktywowaniu ZHP na Krajowym Zjeździe Działaczy Harcerskich w 1956 Naczelnictwa związku nie powołano – władzami naczelnymi związku stały się Naczelna Rada Harcerska, w tym jej Prezydium, oraz Główna Kwatera Harcerstwa.